# Жан Кранець
Жан Кранець (15 листопада 1992 , Любляна ) - словенський гірськолижник . Спеціалізується на слаломних дисциплінах. Учасник Олімпійських ігор 2014 та 2018 років.

## Спортивна кар'єра
Жан Кранець народився в Любляні. У змаганнях дебютував 23 листопада 2007 року в Гейло (Норвегія). Три роки по тому, 8 березня 2010 року, він дебютував у Кубку Європи, посівши на етапі в Кранській Горі 40-ве місце в гігантському слаломі.
2013 року взяв участь у чемпіонаті світу в Шладмінгу (Австрії), де посів 22-ге місце в гігантському слаломі.
3 грудня 2013 року вперше зійшов на п'єдестал пошани на етапі Кубка Європи, що проходив у Кльовше / Вемдален у Швеції, посівши третє місце в гігантському слаломі. Незабаром, 22 грудня Альта-Бадії він здобув перші очки на Кубку світу завдяки 23-му місцю в слаломі.
Під час своїх перших зимових Олімпійських ігор 2014 року в Сочі Кранець посів 23-тє місце в гігантському слаломі. За підсумками сезону в Кубку Європи він став переможцем загального заліку в слаломі-гіганті.
На чемпіонаті світу 2015 у Вейлі / Бівер-Крік він посів 32-ге місце в спеціальному слаломі й не дістався фінішу в гігантському слаломі. Два роки по тому, на чемпіонаті світу 2017 в Санкт-Моріці, він не завершив спуск ні в гігантському, ні в спеціальному слаломі.
17 грудня 2017 року він зійшов на свій перший п'єдестал пошани на етапі Кубку світу, посівши 3-тє місце в гігантському слаломі Гранд-Ріса в Альта-Бадії.
На зимових Олімпійських іграх 2018 у Пхьончхані він посів 4-те місце в гігантському слаломі, 9-те у командному заліку й не дістався фінішу в спеціальному слаломі. 19 грудня того ж року він здобув свою першу перемогу на етапі Кубка світу у гігантському слаломі у Зальбах-Гінтерглеммі.

## Результати в Кубку світу
Усі результати наведено за даними Міжнародної федерації лижного спорту.

### Підсумкові місця в Кубку світу за роками
| Сезон |    |     |    |    |    |    |    |              |
| Вік   | ЗЗ | СЛ  | ГС | СГ | ШС | ГК | ПС |              |
| 2011  | 18 | —   | —  | —  | —  | —  | —  | Не проводили |
| 2012  | 19 | —   | —  | —  | —  | —  | —  | Не проводили |
| 2013  | 20 | —   | —  | —  | —  | —  | —  | Не проводили |
| 2014  | 21 | 129 | —  | 46 | —  | —  | —  | Не проводили |
| 2015  | 22 | 121 | —  | 37 | —  | —  | —  | Не проводили |
| 2016  | 23 | 79  | —  | 26 | —  | —  | —  | Не проводили |
| 2017  | 24 | 49  | 61 | 14 | —  | —  | —  | Не проводили |
| 2018  | 25 | 33  | —  | 6  | —  | —  | —  | Не проводили |
| 2019  | 26 | 22  | 34 | 4  | —  | —  | —  | Не проводили |
| 2020  | 27 | 16  | 48 | 4  | —  | —  | —  | 10           |
| 2021  | 28 | 39  | —  | 9  | —  | —  | —  | 25           |

Станом на 6 лютого 2021 року

### П'єдестали в окремих заїздах
- 2 перемоги – (2 ГС)
- 7 п'єдесталів – (7 ГС), 24 топ-десять

| Сезон |                 |                         |                    |      |
| Дата  | Місце пров.     | Дисципліна              | Місце              |      |
| 2018  | 17 грудня 2017  | Альта-Бадія (Італія)    | Гігантський слалом | 3-тє |
| 2019  | 19 грудня 2018  | Зальбах (Австрія)       | Гігантський слалом | 1-ше |
| 2019  | 16 березня 2019 | Сольдеу (Андорра)       | Гігантський слалом | 3-тє |
| 2020  | 27 жовтня 2019  | Зельден (Австрія)       | Гігантський слалом | 3-тє |
| 2020  | 22 грудня 2019  | Альта-Бадія (Італія)    | Гігантський слалом | 3-тє |
| 2020  | 11 січня 2020   | Адельбоден (Швейцарія)  | Гігантський слалом | 1-ше |
| 2021  | 5 грудня 2020   | Санта-Катерина (Італія) | Гігантський слалом | 2-ге |
| 2022  | 24 жовтня 2021  | Зельден (Австрія)       | Гігантський слалом | 3-тє |

## Результати на чемпіонатах світу
Усі результати наведено за даними Міжнародної федерації лижного спорту.
| Рік  |    |     |     |    |    |    |     |     |
| Вік  | СЛ | ГС  | СГ  | ШС | ГК | КЗ | ПС  |     |
| 2013 | 20 | —   | 22  | —  | —  | —  | Н/Д | Н/Д |
| 2015 | 22 | 32  | НФ1 | —  | —  | —  | Н/Д | Н/Д |
| 2017 | 24 | НС2 | НФ1 | —  | —  | —  | —   | Н/Д |
| 2019 | 26 | 17  | 5   | —  | —  | —  | —   | Н/Д |
| 2021 | 28 | —   | 6   | —  | —  | —  | —   | 10  |

## Результати на Олімпійських іграх
Усі результати наведено за даними Міжнародної федерації лижного спорту.
| Рік  |    |     |    |    |    |   |
| Вік  | СЛ | ГС  | СГ | ШС | ГК |   |
| 2014 | 21 | НФ1 | 23 | —  | —  | — |
| 2018 | 25 | —   | 4  | —  | —  | — |
| 2022 | 29 | —   | 2  | —  | —  | — |